# Medalla d'Honor de la Xarxa Vives d'Universitats
La Medalla d'Honor de la Xarxa Vives és la màxima distinció que atorguen conjuntament les 22 universitats de la Xarxa Vives d'Universitats en reconeixement de la trajectòria professional i compromís envers la ciència i la cultura que, des de diferents àmbits i disciplines, han desenvolupat les persones homenatjades.

## Llista de persones guardonades
- 2025 - Fàtima Bosch i Tubert. Bioquímica.
- 2025 - Albert Jané i Riera. Escriptor i lingüista.
- 2024 - Rafael Castelló Cogollos. Sociòleg.
- 2024 - Gemma Rigau i Oliver. Lingüista.
- 2024 - Josep Vallverdú i Aixalà. Escriptor.
- 2023 - Carme Vinyoles Casas. Periodista.
- 2023 - Salvador Alegret i Sanromà. Químic.
- 2022 - Alícia Casals i Gelpí. Enginyera.
- 2022 - Maria del Mar Bonet. Cantant i compositora.
- 2021 - Carles Solà i Ferrando. Enginyer químic.[1]
- 2021 - Joan Prat i Carós. Antropòleg.
- 2021 - Ramon Lapiedra i Civera. Físic.
- 2020 – Joan Viñas i Salas. Metge i cirurgià.
- 2020 – Anna Lluch i Hernández. Científica i investigadora.
- 2019 – Carme Pinós i Desplat. Arquitecta.
- 2019 – Carmen Carretero Romay. Catedràtica de Tecnologia dels Aliments.
- 2018 – Josep Massot i Muntaner. Filòleg, editor i historiador.
- 2018 – Manuel Lladonosa i Vall-Llebrera. Historiador i impulsor dels estudis universitaris a Lleida.[2]
- 2017 – Daniel Bastida. Impulsor dels estudis superiors al Principat d'Andorra.
- 2017 – Anthony Bonner. Traductor i lul·lista.
- 2016 – Josefina Castellví. Oceanògrafa.[3]
- 2016 – Raimon. Cantautor.
- 2016 – Isabel-Clara Simó. Escriptora.
- 2015 – Antoni Miró. Pintor.
- 2015 – Pilar Bayer i Isant. Catedràtica d'àlgebra de la Universitat de Barcelona.
- 2014 – Germà Colón Domènech. Filòleg.
- 2013 – Joan Veny i Clar. Lingüista.
- 2013 – Montserrat Casas i Ametller. Física i rectora de la Universitat de les Illes Balears (2007-2013).
- 2012 – Eliseu Climent i Corberà. Editor i promotor cultural.
- 2012 – Maria Antònia Canals i Tolosa. Professora de Matemàtiques i impulsora de la renovació pedagògica.
- 2005 – Joan Francesc Mira i Casterà. Escriptor, antropòleg, traductor i professor.
- 2001 – Antoni Caparrós i Benedicto. Psicòleg, expresident de la Xarxa Vives i rector de la Universitat de Barcelona (1994-2001).
- 1999 – Miquel Batllori i Munné. Teòleg i historiador.
- 1999 – Miquel Martí i Pol. Poeta.
- 1998 – Joan Coromines i Vigneaux. Lingüista (pòstum).
- 1996 – Pierre Vilar. Historiador.
- 1995 – Miquel Tarradell. Arqueòleg.
- 1995 – Miquel Dolç i Dolç. Filòleg.